# Липа Петра Могили

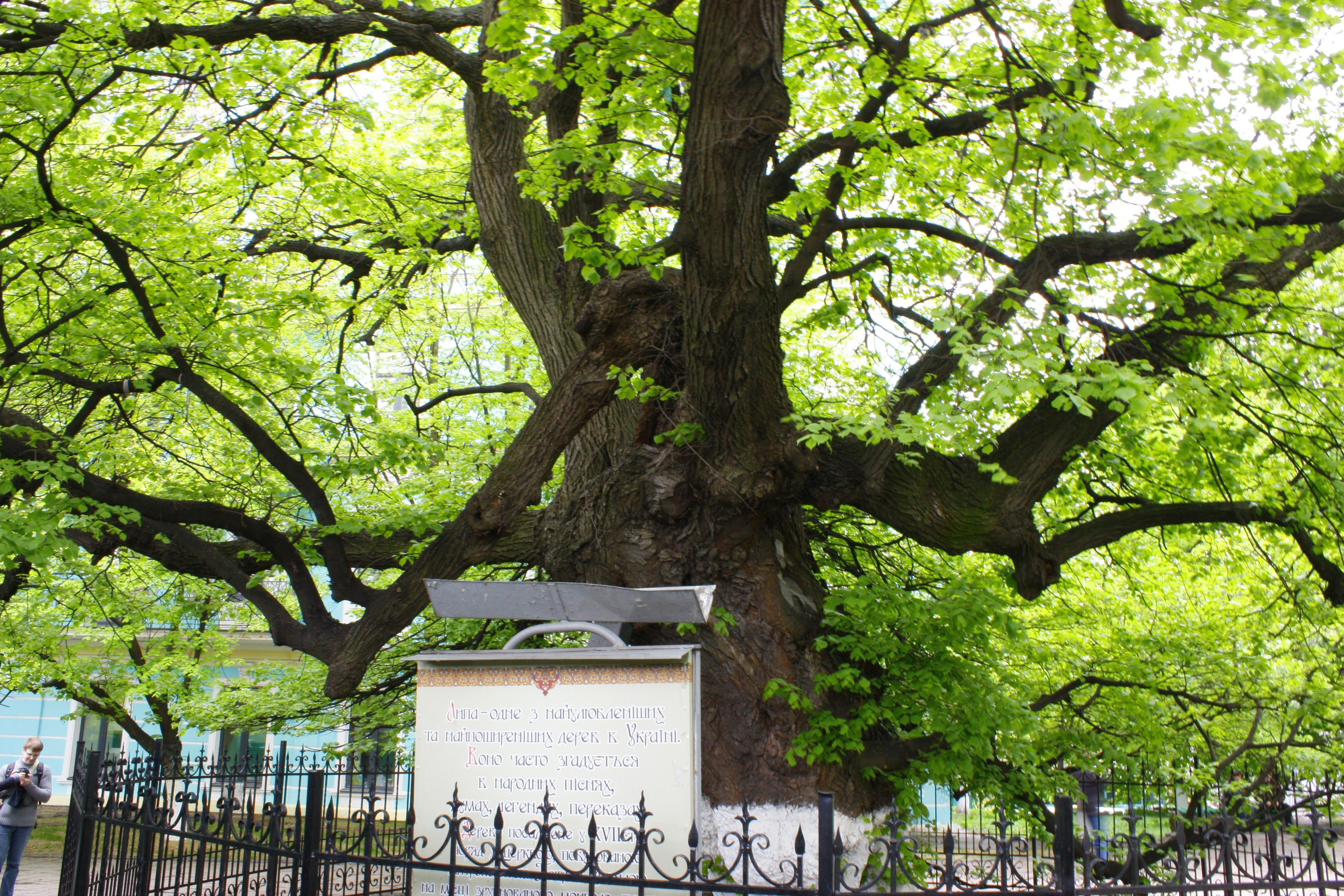
Липа у 2013 році

Липа Петра Могили — ботанічна пам'ятка природи місцевого значення, одна із найстаріших лип Києва. Знаходиться на початку Андріївського узвозу поруч із Національним музеєм історії України та залишками фундаменту Десятинної церкви. Вік липи — близько 400 років. Стовбур дерева має обхват 5 метрів, висота — 10 метрів.
За легендою посаджена митрополитом Петром Могилою у 1635 році на честь часткової відбудови Десятинної церкви. За іншою версією липі вже вісімсот років і вона застала ще не зруйновану Десятинну церкву і останніх київських князів[джерело?].

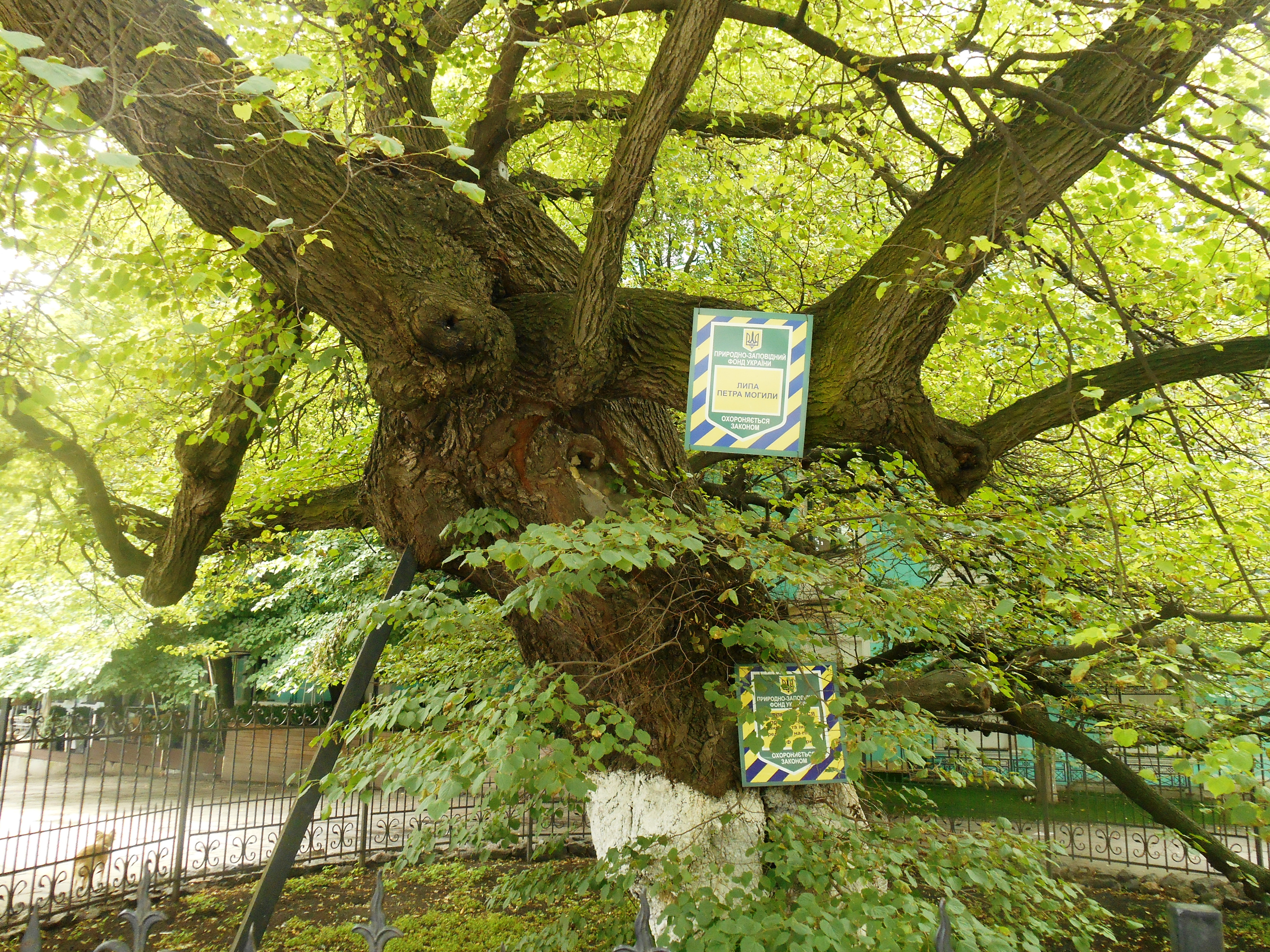
Охоронні таблички

Дерево взяте під державну охорону у 1972 році. Має огорожу та охоронний знак.
У 2007 році Київським еколого-культурним центром було здійснене лікування дерева.
12 травня 2022 року під впливом сильного вітру та зливи дерево було пошкоджене, внаслідок чого була відламана частина стовбура.